# Vitrocka
Vitrocka (Dipturus linteus) är en fiskart tillhörande familjen egentliga rockor som lever i norra Atlanten. Den kallas även blaggarnsrocka.

## Utseende
Vitrockan har en plogformad kropp med spetsig nos, och en svans som är något kortare än kroppen. Denna har ett antal mindre hudtänder vid skuldrorna, omkring ögonen och längs ryggen, samt tre rader större hudtänder längs stjärten. Ovansidan är enfärgat gråaktig till blåaktig, medan undersidan är vit med mörka kanter. Som mest kan den bli 123 cm lång och väga 11,2 kg.

## Vanor
Arten är en djuphavsfisk som lever på 320 till 1 460 meters djup i västra Atlanten, och mellan 200 och 640 i östra. Födan består av olika bottendjur. Vitrockan är äggläggande, men honan och hanen har ändå en regelrätt parning med omfamning. Äggkapslarna, som är omkring 11 cm långa och 8 cm breda, har spetsiga horn i hörnen och avsätts på sandiga eller gyttjiga bottnar.

## Utbredning
Vitrockan finns i Nordatlanten från Kanadas östkust och Grönlands västkust över Island och Färöarna till norska kusten och Skagerack. Förekomsten i svenska vatten (utanför Bohuslän) har ökat.

## Status
IUCN har klassificerat arten som livskraftig ("LC"), och det finns inga tecken på att populationen skulle förändras nämnvärt. Fisket betraktas som ett potentiellt hot av IUCN, men på grund av att vitrockan framför allt uppehåller sig djupare vattenlager är det för närvarande inget reellt hot. Man ser emellertid det faktum att då Sverige förbjöd fiske av slätrocka år 2004 fisket i stället inriktades på denna art som något som bör bevakas.